# Книлвалд
Книлвалд (њем. Knüllwald) општина је у њемачкој савезној држави Хесен. Једно је од 27 општинских средишта округа Швалм-Едер. Према процјени из 2010. у општини је живјело 4.727 становника. Посједује регионалну шифру (AGS) 6634011.

## Географски и демографски подаци
Книлвалд се налази у савезној држави Хесен у округу Швалм-Едер. Општина се налази на надморској висини од 253 – 553 метра. Површина општине износи 100,7 km². У самом мјесту је, према процјени из 2010. године, живјело 4.727 становника. Просјечна густина становништва износи 47 становника/km².